# Orvar Bergmark
Ernst Orvar Bergmark (16. listopadu 1930, Bureå, Švédsko – 10. května 2004) byl švédský fotbalista a později trenér, který hrával na pozici obránce. V roce 1958 získal ve Švédsku ocenění Guldbollen pro nejlepšího fotbalistu roku. V letech 1966–1970 byl trenérem švédského národního týmu.

## Klubová kariéra
Téměř celou svou kariéru strávil v klubu Örebro SK, který po ukončení aktivní hráčské kariéry vedl i jako trenér. Krátkou anabázi prožil v klubu AIK Stockholm (v roce 1955) a v letech 1962–1964 působil v Itálii v AS Řím.

## Reprezentační kariéra
Nastupoval za švédskou fotbalovou reprezentaci. Celkem odehrál v národním týmu 94 zápasů, branku nevstřelil.
Účast Orvara Bergmarka na vrcholových turnajích:
- Mistrovství světa 1958 ve Švédsku (2. místo po finálové porážce 2:5 s Brazílií, zisk stříbrných medailí[7], Bergmark byl vyhlášen nejlepším pravým obráncem turnaje)

## Odkazy

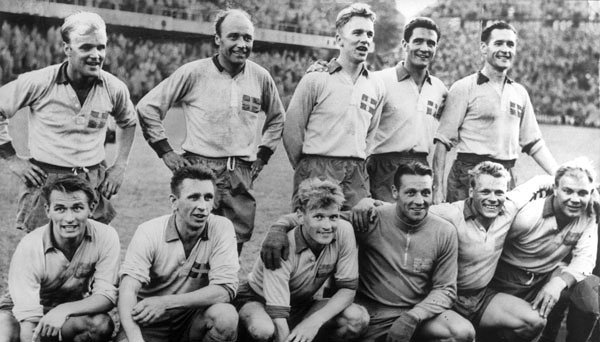
Švédská sestava na domácím MS 1958, dolní řada zleva: Kurt Hamrin, Reino Börjesson, Orvar Bergmark, Kalle Svensson, Sven Axbom, Sigge Parling. Horní stojící řada zleva: Lennart Skoglund, Gunnar Gren, Agne Simonsson, Bengt Gustavsson a Nils Liedholm.